# Сан Мигел (окръг, Колорадо)
Вижте пояснителната страница за други значения на Сан Мигел.
Окръг Сан Мигел (на английски: San Miguel County) е окръг в щата Колорадо, Съединени американски щати. Площта му е 3336 km², а населението - 7967 души (2017). Административен център е град Телюрайд.